# Severin Ondřej
Severin Ondřej (8. ledna 1889 Hořepník – 8. července 1964) byl český architekt. Jeho nejznámějšími stavbami jsou budovy Vysoké školy chemicko-technologické v Praze 6 – Dejvicích.

## Život
Narodil se v rodině učitele v Hořepníku Františka Ondřeje (1865-1946) a jeho manželky Marie, rozené Kupšovské (1869–1941). Od roku 1893 byla rodina policejně hlášena na Smíchově (dnes Praha), kde byl František Ondřej učitelem na měšťanské škole. Severin Ondřej byl druhý z pěti dětí. Jeho starší bratr Augustin (1887–1956) se stal profesorem mineralogie.
Maturoval v roce 1907 na vyšší reálce v Praze. Poté studoval na vysoké škole architektury a pozemního stavitelství ČVUT, kde složil v roce 1912 druhou státní zkoušku a v roce 1917 doktorát technických věd (datum promoce 21. července 1917). Během studia pracoval v ateliéru profesora Theodora Petříka. V roce 1921 byl jmenován profesorem pozemního stavitelství na České vysoké škole technické v Praze. Současně byl státním radou při ministerstvu veřejných prací.
Po uzavření českých vysokých škol nacisty byl poslán na "dovolenou s čekatelným". K výuce se vrátil v červnu 1945. V březnu 1948 navrhl rozdělení studia na fakultě architektury a pozemního stavitelství na dva obory: architekturu a urbanismus a občanské stavby. Tento jeho návrh byl fakultní radou schválen. V roce 1955 byl jmenován proděkanem fakulty pro vědecko-výzkumnou činnost.

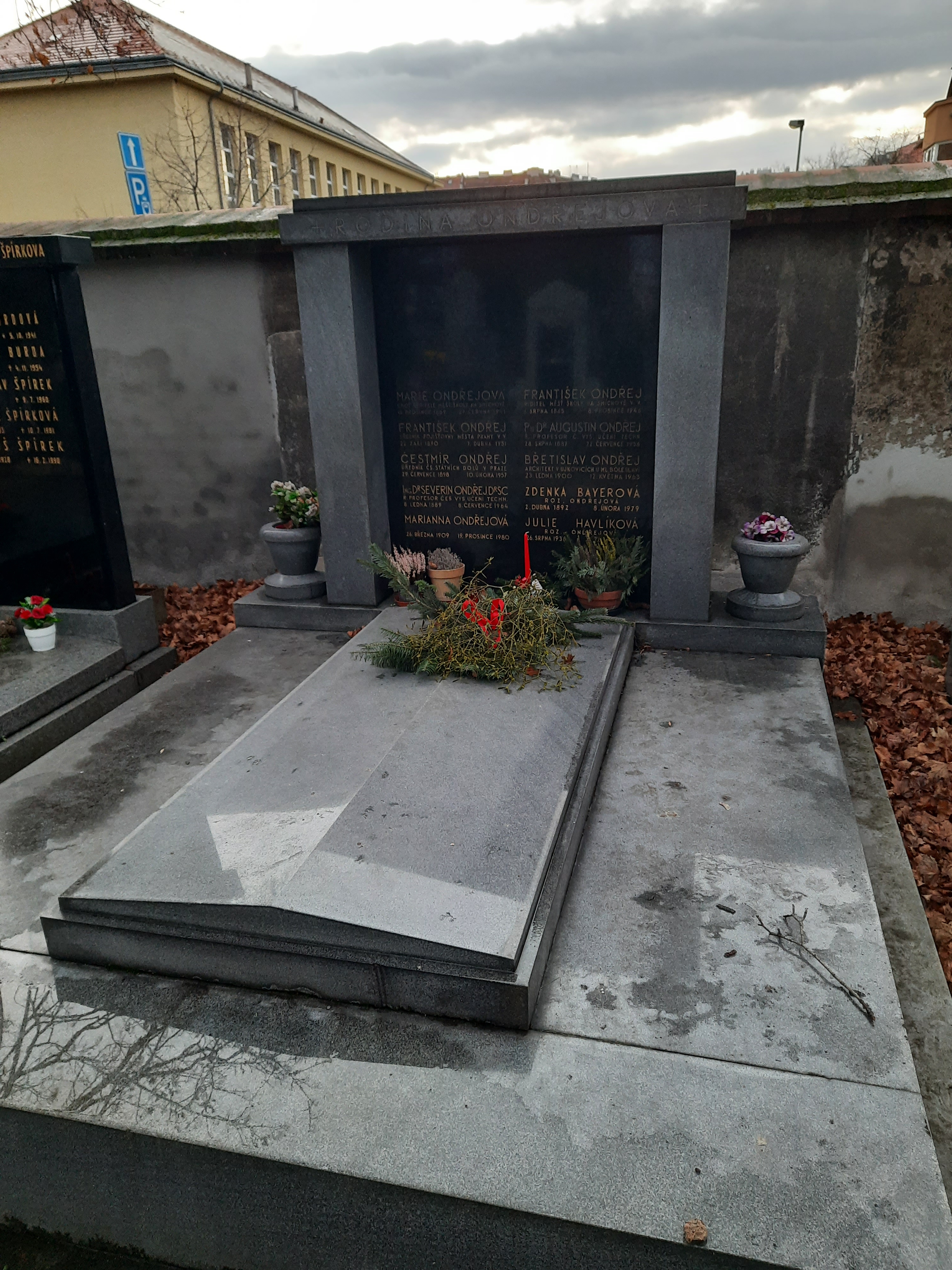
Hrobka rodiny Ondřejovy na Bubenečském hřbitově

Zemřel roku 1964, patrně v Praze. Pohřben byl v rodinné hrobce na Bubenečském hřbitově.

### Rodinný život
Dne 21. března 1936 se v Českých Budějovicích oženil s Mariannou Weberovou.

## Stavby
- 1913 Nájemní domy na Smíchově[5]
- 1918 přestavba arcibiskupského zámku v Onšově[5]
- 1923–1927 Česká měšťanská škola chlapecká a dívčí, Smetanova 7, Duchcov
- 1925–1933 Vysoká škola chemicko-technologického inženýrství, Technická 5, čp. 1905, Praha 6 – Dejvice
- 1927 Rodinný dům, Wolkerova 10, čp. 565, Praha 6 – Bubeneč[5]
- 1928 Dům Augustina Ondřeje, Na Kotlářce 8, čp. 1082, Praha 6 – Dejvice[5]
- 1929 návrh vodojemu v Klecanech[5]
- Činžovní dům, Jugoslávských partyzánů 34, čp. 736, Praha 6 – Bubeneč. Stavba této budovy je popisována v knize Stavba domu v praksi : provedení stavby od jejího založení až do úplného ukončení z roku 1932
- Úřední budova v Českém Těšíně[8]
- Úřední budova v Roudnici nad Labem[8]

## Spisy
- Používání betonu při stavbě obytných budov a vývoj této otázky. Praha : Stavby, 1922
- Stavba domu v praksi : provedení stavby od jejího založení až do úplného ukončení.
  - 1. vyd. Praha : vlastní náklad, 1932, dva svazky,
  - 2. vyd. V Praze : Ústav pro učebné pomůcky průmyslových a odborných škol, 1946, 276 s.
  - 3. vyd. Stavba domu v praxi. Díl I., Náčrty, stavební plány, prováděcí plány, provedení stavby domu ze 30. let až do hlavní rovnosti, Praha : Grada, 2002, 214 s., ISBN 80-247-0262-2
  - 3. vyd. Stavba domu v praxi. Díl II, Provedení stavby domu ze 30. let od hlavní rovnosti až do úplného ukončení, Praha : Grada, 2002, 202 s., ISBN 80-247-0263-0
- Dřevěné konstrukce, Praha : Technicko-vědecké vydavatelství, 1952, 161 s.

Přispíval rovněž do odborných časopisů, jako byly Architektonický obzor, Architekt, Zprávy veřejné služby technické či Zemědělský archiv.

## Galerie

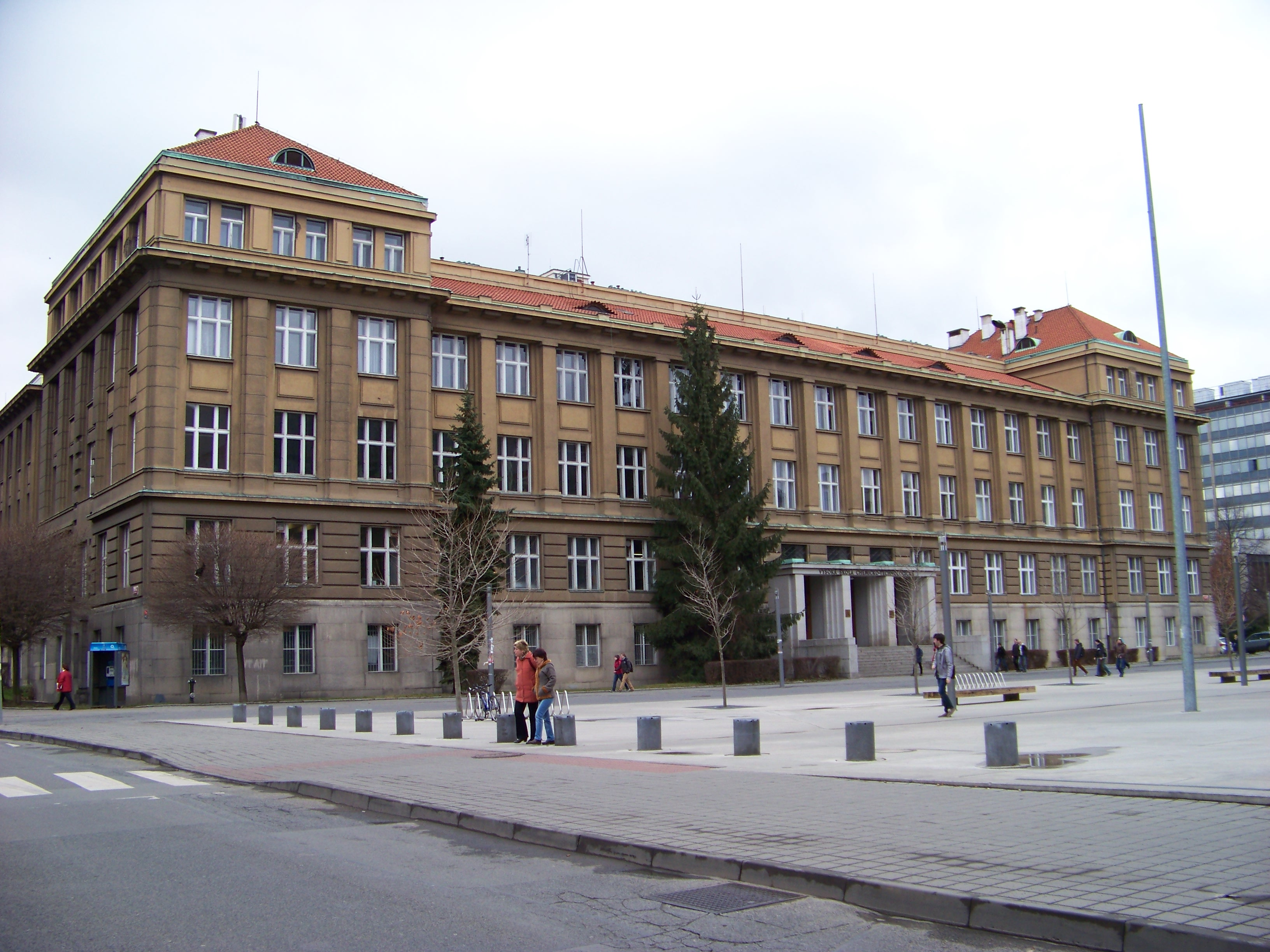
VŠCHT, budova A
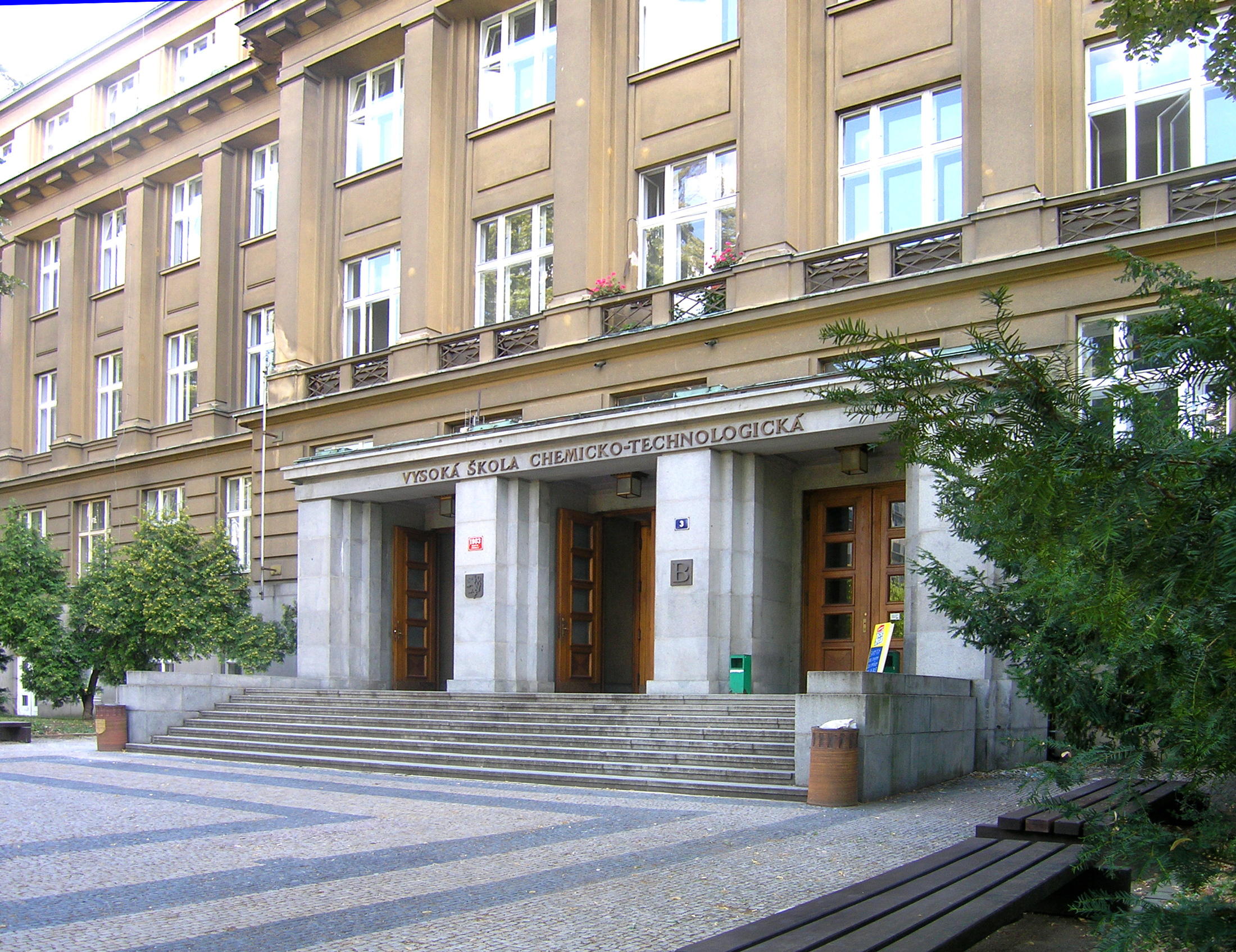
VŠCHT, budova B